# Algona (Washington)
Algona es una ciudad ubicada en el condado de King en el estado estadounidense de Washington. En el año 2000 tenía una población de 2.810 habitantes y una densidad poblacional de 705,7 personas por km².

## Geografía
Algona se encuentra ubicada en las coordenadas 47°16′56″N 122°15′15″O / 47.28222, -122.25417.

## Demografía
Según la Oficina del Censo en 2000 los ingresos medios por hogar en la localidad eran de $50.833, y los ingresos medios por familia eran $52.462. Los hombres tenían unos ingresos medios de $40.450 frente a los $28.370 para las mujeres. La renta per cápita para la localidad era de $19.734. Alrededor del 4,5% de la población estaban por debajo del umbral de pobreza.